# Religious Science
Religious Science znane również pod nazwą Science of Mind (Nauka religijna, Nauka Umysłu) – wyznanie założone w USA w 1927 roku przez Ernest Holmes. Duchowy, filozoficzny i metafizyczny ruch religijny. Jest ruchem religijnym w ramach większego ruchu Nowej Myśli (New Thought). Ogólnie termin Nauka Umysłu odnosi się do nauczania, natomiast określenie Nauka Religijna do organizacji. Wyznawcy często używają tych dwóch terminów zamiennie. 
W swojej książce The Science of Mind Ernest Holmes stwierdza "Religious Science jest połączeniem praw nauki, opinii filozoficznych i objawień religijnych zastosowanych do potrzeb ludzi i aspiracji człowieka." Twierdzi on również, że Religious Science/Science of Mind (RS/SOM) nie bazuje na żadnym autorytecie ustanowionych wierzeń, lecz raczej na "tym co może spełnić" dla ludzi którzy ją praktykują. Dzisiaj takie ośrodki jak International Centers for Spiritual Living, the United Centers for Spiritual Living i Global Religious Science Ministries są głównymi denominacjami promującymi ruch Religious Science.